# Gran Premio d'Europa 2010
Il Gran Premio d'Europa 2010 si è svolto il 27 giugno sul circuito cittadino di Valencia. La gara è stata vinta dal pilota della Red Bull Racing-Renault Sebastian Vettel, davanti alle due McLaren-Mercedes di Lewis Hamilton e Jenson Button.

## Vigilia

### Aspetti tecnici
La Bridgestone, fornitore unico degli pneumatici, porta per questa gara coperture di tipo supermorbido e medio. La Red Bull utilizza per la prima volta in prova e in gara il suo F-duct, mentre Ferrari, Mercedes GP e Renault modificano la forma degli scarichi posteriori sul modello di quanto proposto dalla Red Bull stessa.

### Aspetti sportivi
La Ferrari annuncia l'ingaggio dal 1º luglio di Pat Fry, proveniente dalla McLaren, quale nuovo vice direttore tecnico. Heinz-Harald Frentzen è il commissario sportivo che assiste i tre steward della FIA.
La Lotus festeggia il 500º gran premio in Formula 1 (tenendo conto delle 491 gare del Team Lotus e le 9 della Lotus Racing) ponendo un logo celebrativo sulla vettura.

### Sviluppi oltre il 2010
Il 23 giugno la FIA indica la Pirelli quale fornitore unico degli pneumatici a partire dal 2011, per tre stagioni, in sostituzione dell'uscente Bridgestone. Inoltre, sempre dal 2011, viene deciso di reintrodurre la regola del 107%: ogni pilota il cui tempo in Q1 sia superiore a tale quota, rispetto al migliore tempo fatto segnare nella Q1, non si qualificherà alla gara.

## Prove
Nella prima sessione del venerdì, si è avuta questa situazione:
| Pos | Nº | Pilota         | Costruttore      | Tempo    | Gap   | Giri |
| --- | -- | -------------- | ---------------- | -------- | ----- | ---- |
| 1   | 4  | Nico Rosberg   | Mercedes GP      | 1'41"175 |       | 16   |
| 2   | 2  | Lewis Hamilton | McLaren-Mercedes | 1'41"339 | 0"164 | 19   |
| 3   | 1  | Jenson Button  | McLaren-Mercedes | 1'41"383 | 0"208 | 21   |

Nella seconda sessione del venerdì, si è avuta questa situazione:
| Pos | Nº | Pilota           | Costruttore | Tempo    | Gap   | Giri |
| --- | -- | ---------------- | ----------- | -------- | ----- | ---- |
| 1   | 8  | Fernando Alonso  | Ferrari     | 1'39"283 |       | 33   |
| 2   | 5  | Sebastian Vettel | RBR-Renault | 1'39"339 | 0"056 | 27   |
| 3   | 6  | Mark Webber      | RBR-Renault | 1'39"427 | 0"144 | 29   |

Nella sessione del sabato mattina, si è avuta questa situazione:
| Pos | Nº | Pilota           | Costruttore | Tempo    | Gap   | Giri |
| --- | -- | ---------------- | ----------- | -------- | ----- | ---- |
| 1   | 5  | Sebastian Vettel | RBR-Renault | 1'38"052 |       | 14   |
| 2   | 11 | Robert Kubica    | Renault     | 1'38"154 | 0"102 | 17   |
| 3   | 6  | Mark Webber      | RBR-Renault | 1'38"313 | 0"261 | 13   |

Nella prima sessione del venerdì Paul di Resta ha sostituito Vitantonio Liuzzi alla Force India e Christian Klien ha preso il posto di Karun Chandhok alla HRT.

## Qualifiche
Nella sessione di qualifica si è avuta questa situazione:
| Pos | Nº | Pilota             | Costruttore          | Q1       | Q2       | Q3       | Griglia |
| --- | -- | ------------------ | -------------------- | -------- | -------- | -------- | ------- |
| 1   | 5  | Sebastian Vettel   | RBR-Renault          | 1'38"324 | 1'38"015 | 1'37"587 | 1       |
| 2   | 6  | Mark Webber        | RBR-Renault          | 1'38"549 | 1'38"041 | 1'37"662 | 2       |
| 3   | 2  | Lewis Hamilton     | McLaren-Mercedes     | 1'38"697 | 1'38"158 | 1'37"969 | 3       |
| 4   | 8  | Fernando Alonso    | Ferrari              | 1'38"472 | 1'38"179 | 1'38"075 | 4       |
| 5   | 7  | Felipe Massa       | Ferrari              | 1'38"657 | 1'38"046 | 1'38"127 | 5       |
| 6   | 11 | Robert Kubica      | Renault              | 1'38"132 | 1'38"062 | 1'38"137 | 6       |
| 7   | 1  | Jenson Button      | McLaren-Mercedes     | 1'38"360 | 1'38"399 | 1'38"210 | 7       |
| 8   | 10 | Nico Hülkenberg    | Williams-Cosworth    | 1'38"843 | 1'38"523 | 1'38"428 | 8       |
| 9   | 9  | Rubens Barrichello | Williams-Cosworth    | 1'38"449 | 1'38"326 | 1'38"428 | 9       |
| 10  | 12 | Vitalij Petrov     | Renault              | 1'39"004 | 1'38"552 | 1'38"523 | 10      |
| 11  | 16 | Sébastien Buemi    | STR-Ferrari          | 1'39"096 | 1'38"586 | N.D.     | 11      |
| 12  | 4  | Nico Rosberg       | Mercedes GP          | 1'38"752 | 1'38"627 | N.D.     | 12      |
| 13  | 14 | Adrian Sutil       | Force India-Mercedes | 1'39"021 | 1'38"851 | N.D.     | 13      |
| 14  | 15 | Vitantonio Liuzzi  | Force India-Mercedes | 1'38"969 | 1'38"884 | N.D.     | 14      |
| 15  | 3  | Michael Schumacher | Mercedes GP          | 1'38"994 | 1'39"234 | N.D.     | 15      |
| 16  | 22 | Pedro de la Rosa   | BMW Sauber-Ferrari   | 1'39"003 | 1'39"264 | N.D.     | 16      |
| 17  | 17 | Jaime Alguersuari  | STR-Ferrari          | 1'39"128 | 1'39"458 | N.D.     | 17      |
| 18  | 23 | Kamui Kobayashi    | BMW Sauber-Ferrari   | 1'39"343 | N.D.     | N.D.     | 18      |
| 19  | 18 | Jarno Trulli       | Lotus-Cosworth       | 1'40"658 | N.D.     | N.D.     | 19      |
| 20  | 19 | Heikki Kovalainen  | Lotus-Cosworth       | 1'40"882 | N.D.     | N.D.     | 20      |
| 21  | 25 | Lucas Di Grassi    | Virgin-Cosworth      | 1'42"086 | N.D.     | N.D.     | 21      |
| 22  | 24 | Timo Glock         | Virgin-Cosworth      | 1'42"140 | N.D.     | N.D.     | 22      |
| 23  | 20 | Karun Chandhok     | HRT-Cosworth         | 1'42"600 | N.D.     | N.D.     | 23      |
| 24  | 21 | Bruno Senna        | HRT-Cosworth         | 1'42"851 | N.D.     | N.D.     | 24      |

Con i tempi in grassetto sono visualizzate le migliori prestazioni in Q1, Q2 e Q3.

## Gara

### Resoconto
Alla partenza Sebastian Vettel scatta primo resistendo a Lewis Hamilton, che ha subito passato Mark Webber. L'australiano è autore di una partenza deludente, tanto da essere sorpassato anche dalle due Ferrari, scivolando poi alla nona posizione, in seguito a un tentativo di difesa non riuscito. Fernando Alonso, ora terzo, tenta di attaccare Hamilton, ma senza successo. Jarno Trulli è costretto a una fermata ai box per cambiare il musetto della vettura e per un guaio al cambio.
La gara di Webber si chiude al giro nove, in cui è protagonista di un incidente. Il pilota della Red Bull, nelle retrovie dopo un pit stop anticipato, ha un'indecisione mentre tenta di passare Heikki Kovalainen: la sua vettura colpisce quella del finlandese, decolla, compie un giro in aria, sbatte a terra per poi chiudere la corsa contro le barriere. Il pilota è illeso ma la direzione di corsa fa entrare la safety car.
La vettura entra in pista dopo il passaggio sul traguardo del battistrada, Vettel; Hamilton, sempre secondo, la sorpassa quando la stessa aveva già azionato i lampeggianti sul tetto, mentre le due Ferrari le si accodano; sono molte le vetture che sfruttano nel frattempo l'entrata della safety car per il cambio gomme.
Alla ripartenza Vettel è sempre primo, seguito da Hamilton, Kamui Kobayashi (che non ha cambiato gomme) poi Jenson Button, Rubens Barrichello, Robert Kubica, Sébastien Buemi, Adrian Sutil, Nico Hülkenberg e Alonso. Lo spagnolo dopo qualche giro passa il tedesco della Williams.
La penalizzazione di Hamilton per aver superato la vettura di sicurezza (drive-through) viene decretata dai commissari al giro 25, ed è scontata al giro 27. L'inglese però ha già un buon margine su Kobayashi e conserva così la seconda posizione.
Al 38º giro Sutil passa Buemi, mentre non hanno la stessa sorte i tentativi di Alonso di passare il pilota della Toro Rosso. Al giro 50 si ritira Nico Hülkenberg per la rottura di uno scarico. Quattro tornate più tardi Kobayashi compie il suo pit-stop rientrando nono in classifica, dietro Alonso e Buemi; il giapponese è però capace di passare entrambi negli ultimi due giri.
Vince Vettel (per la settima volta in carriera), in una gara in cui non ha mai ceduto la testa, precedendo le due McLaren. Al termine della gara nove piloti sono penalizzati di 5 secondi per avere infranto la velocità da tenere in regime di safety-car. Buemi scende quindi in nona posizione a vantaggio di Alonso, mentre De la Rosa passa da decimo a dodicesimo, facendo entrare in zona punti Nico Rosberg.

### Risultati
I risultati del gran premio sono i seguenti:
| Pos | Nº | Pilota             | Costruttore          | Giri | Tempo/Ritiro                | Griglia | Punti |
| --- | -- | ------------------ | -------------------- | ---- | --------------------------- | ------- | ----- |
| 1   | 5  | Sebastian Vettel   | RBR-Renault          | 57   | 1h40'29"571                 | 1       | 25    |
| 2   | 2  | Lewis Hamilton     | McLaren-Mercedes     | 57   | +5"042                      | 3       | 18    |
| 3   | 1  | Jenson Button      | McLaren-Mercedes     | 57   | +12"658                     | 7       | 15    |
| 4   | 9  | Rubens Barrichello | Williams-Cosworth    | 57   | +25"627                     | 9       | 12    |
| 5   | 11 | Robert Kubica      | Renault              | 57   | +27"122                     | 6       | 10    |
| 6   | 14 | Adrian Sutil       | Force India-Mercedes | 57   | +30"168                     | 13      | 8     |
| 7   | 23 | Kamui Kobayashi    | BMW Sauber-Ferrari   | 57   | +30"965                     | 18      | 6     |
| 8   | 8  | Fernando Alonso    | Ferrari              | 57   | +32"809                     | 4       | 4     |
| 9   | 16 | Sébastien Buemi    | STR-Ferrari          | 57   | +36"299                     | 11      | 2     |
| 10  | 4  | Nico Rosberg       | Mercedes GP          | 57   | +44"382                     | 12      | 1     |
| 11  | 7  | Felipe Massa       | Ferrari              | 57   | +46"621                     | 5       |       |
| 12  | 22 | Pedro de la Rosa   | BMW Sauber-Ferrari   | 57   | +47"414                     | 16      |       |
| 13  | 17 | Jaime Alguersuari  | STR-Ferrari          | 57   | +48"239                     | 17      |       |
| 14  | 12 | Vitalij Petrov     | Renault              | 57   | +48"287                     | 10      |       |
| 15  | 3  | Michael Schumacher | Mercedes GP          | 57   | +48"826                     | 15      |       |
| 16  | 15 | Vitantonio Liuzzi  | Force India-Mercedes | 57   | +50"890                     | 14      |       |
| 17  | 25 | Lucas Di Grassi    | Virgin-Cosworth      | 56   | +1 giro                     | 21      |       |
| 18  | 20 | Karun Chandhok     | HRT-Cosworth         | 55   | +2 giri                     | 23      |       |
| 19  | 24 | Timo Glock         | Virgin-Cosworth      | 55   | +2 giri                     | 22      |       |
| 20  | 21 | Bruno Senna        | HRT-Cosworth         | 55   | +2 giri                     | 24      |       |
| 21  | 18 | Jarno Trulli       | Lotus-Cosworth       | 53   | +4 giri                     | 19      |       |
| Rit | 10 | Nico Hülkenberg    | Williams-Cosworth    | 49   | Scarico                     | 8       |       |
| Rit | 19 | Heikki Kovalainen  | Lotus-Cosworth       | 8    | Collisione con M.Webber     | 20      |       |
| Rit | 6  | Mark Webber        | RBR-Renault          | 8    | Collisione con H.Kovalainen | 2       |       |

## Classifiche Mondiali

### Piloti
| Pos | Pilota             | Punti |
| --- | ------------------ | ----- |
| 1   | Lewis Hamilton     | 127   |
| 2   | Jenson Button      | 121   |
| 3   | Sebastian Vettel   | 115   |
| 4   | Mark Webber        | 103   |
| 5   | Fernando Alonso    | 98    |
| 6   | Robert Kubica      | 83    |
| 7   | Nico Rosberg       | 75    |
| 8   | Felipe Massa       | 67    |
| 9   | Michael Schumacher | 34    |
| 10  | Adrian Sutil       | 31    |
| 11  | Rubens Barrichello | 19    |
| 12  | Vitantonio Liuzzi  | 12    |
| 13  | Kamui Kobayashi    | 7     |
| 14  | Sébastien Buemi    | 7     |
| 15  | Vitalij Petrov     | 6     |
| 16  | Jaime Alguersuari  | 3     |
| 17  | Nicolas Hülkenberg | 1     |

### Costruttori
| Pos | Team                 | Punti |
| --- | -------------------- | ----- |
| 1   | McLaren-Mercedes     | 248   |
| 2   | RBR-Renault          | 218   |
| 3   | Ferrari              | 165   |
| 4   | Mercedes GP          | 109   |
| 5   | Renault              | 89    |
| 6   | Force India-Mercedes | 43    |
| 7   | Williams-Cosworth    | 20    |
| 8   | STR-Ferrari          | 10    |
| 9   | BMW Sauber-Ferrari   | 7     |

## Decisioni della FIA
Al termine della gara, vengono penalizzati di cinque secondi sul tempo totale per avere infranto la velocità da tenere in regime di Safety Car.